# Hüsn ü Aşk
Hüsn ü Aşk (dt. „Schönheit und Liebe“) ist  ein osmanisches Werk des als Scheich Galip (1757–1799) bekannten klassischen türkischen Dichters, des Scheichs des Ordenshauses in Galata des auf Rumi zurückgehenden Mevleviordens.
Das Werk entstand nach Angaben von Scheich Galip im Begleittext aufgrund eines Disputs über das Werk Hayrâbâd des Dichters Nâbî. Scheich Galip hatte der Ansicht widersprochen, dass Nâbîs Werk unerreichbar sei und wurde aufgefordert, das Gegenteil zu beweisen, indem er ein besseres Werk schreibe. Scheich Galip, der damals 26 Jahre alt war, verfasste Hüsn ü Aşk daraufhin innerhalb von sechs Monaten. Das allegorische Masnawī Hüsn ü Aşk, das als eines der Hauptwerke des Dichters gilt, besteht aus 2101 Versen mit einem starken sufistischen Einschlag. Es erzählt die Geschichte zweier Liebender, des Mädchens Hüsn und des Jungen Aşk, und der Schwierigkeiten, die Aşk von den Ältesten ihres arabischen Clans der Benî Mahabbet auferlegt werden, um Hüsns Hand zu erhalten. Alle in der Geschichte verwendeten Namen, einschließlich der Namen von Personen und Orten, sind Sufibegriffe. Die Geschichte ist voller Symbolik und soll nicht wörtlich, sondern in ihrer symbolischen Bedeutung verstanden werden, der (mystischen) Reise des Menschen zu Gott. Aşk muss sich den Prüfungen einer Reise in das Diyar-i Kalp, das Land des Herzens, unterziehen, um sich als würdig zu erweisen – eine Reise zur Erkenntnis seiner und Hüsns wahrer Natur.
Das Werk gilt als eines wichtigsten Beispiele seiner Art und hat einen besonderen Platz in der Sufiliteratur sowie in der klassischen türkischen Literatur gefunden.